# Xochitepec, Jolalpan
Xochitepec är en ort i Mexiko.   Den ligger i kommunen Jolalpan och delstaten Puebla, i den sydöstra delen av landet, 140 km söder om huvudstaden Mexico City. Xochitepec ligger 1 382 meter över havet och antalet invånare är 1 135.
Terrängen runt Xochitepec är kuperad. Runt Xochitepec är det glesbefolkat, med 10 invånare per kvadratkilometer. Närmaste större samhälle är Jolalpan, 11,5 km norr om Xochitepec. I omgivningarna runt Xochitepec växer huvudsakligen savannskog.